# Mittelsee (Erftstadt)
Der Mittelsee ist ein künstlich angelegtes Gewässer auf dem Gebiet der Städte Erftstadt und Brühl im Rhein-Erft-Kreis in Nordrhein-Westfalen. Er ist Teil der durch den Abbau von Braunkohle entstandenen Villeseen des Naturparks Rheinland.

## Lage
Der See ist Teil einer Seenkette der Ville, die aus dem rund drei bis vier Meter höher gelegenen Obersee im Südwesten, dem Mittelsee sowie dem rund drei bis vier Meter tiefer gelegenen Untersee besteht. Er liegt im Südwesten der Gemarkung von Brühl und im westlichen Bereich der Gemarkung von Erftstadt. Die Seenkette ist von weiteren Gewässern umgeben. Dies sind im Nordwesten der Franziskussee, im Nordosten der Schluchtsee, im Südosten der Entenweiher und im Süden der Donatussee.

## Geschichte
In der Region wurde vom Ende des 19. bis zur Mitte des 20. Jahrhunderts Braunkohle abgebaut. Ab 1925 begannen Arbeiter damit, die Flächen zu rekultivieren. Die vorhandenen Tagebaulöcher füllten sich mit Grundwasser und wurden ihrer weiteren Entwicklung weitgehend überlassen. Auf diese Art und Weise entstand im Südrevier der Mittelsee. 1965 wurde eine Eisenbahntrasse am Ober- und Untersee abgebaut. Der See wurde 1972 als Landschaftsschutzgebiet ausgewiesen und ist seit 2003 Teil des FFH- und Naturschutzgebiets Ober-, Mittel- und Untersee in der Ville-Seenkette. Durch die Auswaschung von Braunkohleasche ist der Mittelsee mit Sulfat belastet. Sie stammt vermutlich aus dem Obersee, da im Mittelsee selbst keine derartige Altlast bekannt ist.

## Fauna und Flora
Durch die Rekultivierung sank der von außen zugeführte Nährstoffeintrag, was die Artenvielfalt erhöhte. Bei der Aufforstung verwendeten Förster insbesondere Buchen, Kiefern, Roteichen und Lärchen. Als besonders gefährdet gilt der Bestand an Zwerg-Igelkolben.
An Vogelarten kommen insbesondere der Mittelspecht, der Schwarzspecht und der Kormoran vor, dazu das Blässhuhn, der Haubentaucher, die Reiherente, die Tafelente, die Teich- und Wasserralle sowie der Zwergtaucher. In den Uferzonen wurden über 32 Libellenarten nachgewiesen, darunter der Frühe Schilfjäger, die Gemeine Winterlibelle, der Große Schillerfalter, die Keilfleck-Mosaikjungfer, die Kleine Königslibelle, der Spitzenfleck und die Zierliche Moosjungfer. Zu den besonders gefährdeten Arten gehört die Ephemera glaucops aus der Familie der Gemeinen Eintagsfliegen sowie die Scharlachlibelle. Im Wasser leben Echte Barsche, Brachsen, der Hecht, die Regenbogenforelle, das Rotauge und die Rotfeder, die Schleie und der Zander.

## Nutzung und Entwicklung
Der See ist nicht als Badegewässer ausgewiesen. Das Angeln ist mit Angelkarte erlaubt. Um das Gewässer führt ein ausgebautes Netz an Wanderwegen.
Das LANUV empfiehlt, eine zusätzliche Nährstoffanreicherung im See zu vermeiden. Dafür solle insbesondere das Nordufer gesichert werden, damit dort keine Einträge durch Bodenerosion entstehen. Ein Gutachten aus dem Jahr 1993 schlägt weiterhin vor, den Wasserspiegel um 30 cm anzuheben, um zusätzliche flache Gewässerabschnitte entstehen zu lassen.